# Field of Glory: Empires
Field of Glory: Empires è un videogioco di tipo strategico a turni con elementi di tattica in tempo reale e arcade, sviluppato da AGEOD e pubblicato da Slitherine Software l'11 luglio 2019. Rappresenta un misto tra Europa Universalis e la propria serie del gioco originale.

## Modalità di gioco
Ambientato nel 310 a.C., dopo la morte di Alessandro Magno, il gioco permette di comandare una qualsiasi fazione presente nel gioco, anche quelle emergenti. È possibile vincere una partita costruendo uno stato piccolo ma economicamente ricco e acculturato. Il vero obiettivo del gioco, invero, è confermato essere costruire un'eredità duratura anche se la fazione decade e crolla; infatti, una caratteristica chiave del gioco è il rapporto tra cultura e la decadenza. Col tempo, il dover sostenere la lealtà della popolazione creerà non pochi problemi a gestire il declino, anche se si possiede l'impero più potente mai visto. Per vincere, è dunque necessario costruirsi un'eredità completando obiettivi, possedendo edifici note al mondo e mantenendo in piedi il proprio governo il più a lungo possibile.
Il gioco include anche uno scenario ambientato nel 280 a.C., nelle guerre pirriche, in cui solo Roma ed Epiro sono giocabili. Nel mese di marzo 2020 è stato poi annunciato un nuovo contenuto aggiuntivo, ovvero un DLC chiamato Persia che comprende una campagna ambientata dal 550 al 330 a.C., durante l'ascesa e la caduta dell'impero achemenide. Tale scenario è uscito il 21 maggio dello stesso anno.

## Accoglienza
| Testata                          | Giudizio |
| -------------------------------- | -------- |
| Metacritic (media al 30-01-2020) | 76/100   |
| Eurogamer                        | 8/10     |
| Everyeye.it                      | 8/10     |
| IGN                              | 8.4/10   |
| SpazioGames.it                   | 7.7/10   |
| Strategy Gamer                   | [ 9 ]    |

Stando alle 11 recensioni aggregate sul sito web Metacritic, il gioco ha ricevuto un'accoglienza positiva, con un 76 su 100.